# 宋茶
宋茶，指的是中國兩大對於茶極為重視的朝代（唐、宋）中宋代的茶，包括宋代茶的盛行原因，特色，及其對宋代社會及經濟所帶來的影響，另外還會提及宋朝與吐蕃的茶馬貿易及宋茶對於日本茶道的影響。

## 食茶法
宋代捨棄了唐代將茶末放在充滿水的茶釜中的煎煮茶法，而開始改用點茶法。點即充注之意，將末茶放在茶盞再用沸水滴注，並以茶筅攪拌，使茶、水融合，等到茶湯呈現乳白色就可品飲。因宋代製茶相異於唐代與明代，以茶筅擊打出的茶湯湯花均勻細緻，可比擬現代咖啡上的奶泡。若以茶湯湯花均勻細緻可以緊黏茶盞，為點茶的最高境界，稱為「咬盞」。

## 飲茶風俗

### 鬥茶
鬥茶舉辦於每年春季新茶製成後，由各個茶人各自沖煮再互相評比優劣。有多人參與或兩人捉對廝殺，以三戰兩勝為規則，並用相差幾水做為辨別優劣的術語，舉辦的時候還會吟誦跟茶有關的茶令來增添樂趣。鬥茶於唐代已出現，稱為「茗戰」，但宋代更為盛行，所講究者也變得繁多。
鬥茶是由茶、水、茶具來分辨優劣，茶的製程分為採茶、揀茶、蒸茶、榨茶、研茶、造茶、過黃（乾燥），每個步驟都有其依循的標準。水則以清潔為要，宋徽宗則主張用山泉水和井水。宋代茶具用茶盞，盞是一種廣口、小圈足的碗，茶盞以黑為貴，因為比較能凸顯茶色，其中鬥茶喜歡用福建建安所產的建窯黑釉盞。
雖然水及茶盞很重要，但宋代鬥茶主要還是評斷茶葉品質的優劣，以湯色和水痕為主要評斷標準。湯色就是茶湯的顏色，以純白為極品，其下依序為青、灰、黃、昏紅，湯花的顏色也依此為標準，另外水痕是以出現的晚為勝利。

### 分茶
又稱「湯戲」、「茶百戲」、「水丹青」，由宋代點茶法變化而來，利用茶匙（徽宗後改用茶筅）弄茶湯使其產生圖案、文字，根據點茶者技術或手法的不同，湯花、水紋會變化成鳥獸、雲霧等各種圖案。《茗荈錄》之中記載有位名叫福全的人技藝高超，可在茶湯上變化出一首絕句，此種技藝在宋代士大夫之間十分流行。
而後因泡茶方法也由點茶法變為泡茶法，分茶也不再流行。

### 茶館的興盛
在宋代稱為「茶肆」、「茶坊」、「茶樓」等等，主要是給人喝茶或從事一些娛樂的場所，源於唐代，但在宋朝時是最為興盛的時期，去茶館消費已經成為日常生活中不可或缺的活動之一，在汴京，只要是人潮聚集的地方就會有茶館開設，而且因為宋朝商店可以營業到夜晚，此時茶坊人潮更是絡繹不絕，到了南宋，臨安的茶坊相比於汴京更講究排場，數量和形式也增加許多，以前在汴京只有熟食店會掛名畫，吸引人潮上門，臨安則是連茶坊都開始掛名畫，難怪人潮會聚集，所以臨安幾乎處處都有茶坊，甚至鄉村也不意外，茶館也如雨後春筍般出現，還有的相當氣派，像鄂州南草市茶店就有兩層樓的店面，另外還有的是流動的茶攤、茶擔以及提瓶賣茶人，他們分佈在城市、鄉村的各個角落，茶攤會在夜市出現，方便遊客品茶，提瓶賣茶的人則出現在巷弄，有人遇到吉凶之事會向他們點茶分送鄰居以傳遞消息，或是送茶以乞求金錢，稱為「齪茶」，宋代茶坊的興盛也可在一些賣酒或食物的店家可見到，這些店通常都會賣茶，可說是以茶來吸引顧客上門的手法，而宋代的茶館也有其特色，茶館通常會雇用精通茶藝的「茶博士」來經營，是一種專業化的技術人員，也會分為各種類型，供市民子弟學習樂器及聚會的「量賣茶樓」，職業介紹所性質的「市頭」，有表演的歌妓和陪坐侍客妓女的「水茶坊」、「花茶坊」，還有讀書人聚集的「大街車兒茶肆」，但其實沒有硬性規定，但這也算是品牌形象的確立，另外茶坊會依據時令不同而推出不同的產品，例如冬月就會賣七寶擂茶，還有一些茶坊會舉辦藝術文化活動，會雇用樂妓，是吸引人的主要手段，或是變成教唱的場所，有一些則是有說書人在茶坊裡說書。1

## 盛行原因

### 經濟
宋代江南地區經濟發達，茶產業已經在四川、兩浙地區有深厚的基礎，宋朝還在這些地區設了6個榷場和13個山場來專門管理，產量是江西最多，而福建地區則是產的茶量少但品質優良，另外宋朝的商業也十分發達，飲食已經不僅僅是一種為了應付人的基本生存需求所產生的行為，而是成為商品進而納入經濟體系之中，許多因飲食而產生的商品販賣應運而生，如：茶、酒及相對使用的器具等，另外由於宋代不像唐代有坊市制度，使得商品的販賣有更大的發展空間，由於是散佈在城市各處，並沒有時間限制，居住在城裡的人們也可更容易接觸市場，消費機率也會增加，所以茶這種屬於生活消遣的商品也大為興盛，宋朝的茶稅收入也比唐代高出許多。

### 茶的藥用價值
唐宋時期醫學發達，對茶的醫藥用途多有研究，《唐本草》記載「茶昧苦，飲之使人益思、少臥 、輕身、明目」，宋代人們為了養生，會把中藥飲子加入茶中，就產生了花果茶，又受到北方遊牧民族的影響，會加入鹽、奶酪一起飲用，宋又有茶、湯互補的觀念，形成所謂飲茶留客，飲湯送客，是宋代獨特的社交方式，可知道茶的藥用價值在宋代的影響之大，不僅開發了許多新的飲用方式，更深入了宋朝人的日常待客禮儀之中。

### 文人的喜愛
唐宋的文人有三個特色，分別是重視修身、天人合一和富有創造性，儒、道、墨三家都強調修身，到了宋朝，飲茶也被歸類於修身的方法之一，藉由品茗來調劑身心，南宋黃裳在《演山集》卷46《茶法》提到「茶之為物，祛積也靈，寤昏也清，賓客相見。以行愛慕之情者也……其特適人之情也，禮之所在焉。」，表示茶在宋代文人眼中已經成為禮的一部份，而宋代在飲茶方面尚求原味，與道家所強調的「求真尚樸」不謀而合，藉由接觸物質的本質，來達到天人合一的狀態，另外宋代文人的創造性也運用在撰寫茶書方面，光是宋代的茶書就有20種，裡面大多講述飲茶方法，使關於茶的知識可以傳遞給更多人知道，間接造成茶在宋代廣為流行。

### 飲食的貴族化
宋代有別於唐代的粗獷豪放，社會氣氛趨向於溫和，使得飲食產生變化，轉變為精緻、細膩的飲食風格，品項的選擇也十分眾多，茶在宋朝就達到近100種，工序趨於複雜，飲茶方式也變得多元，加上貴族的奢侈風氣使得宋代茶的價格飛漲，宋徽宗時甚至到達一餅四十千，反應了宋代具有精緻、奢侈、新奇等飲食貴族化特徵，而為了追求良好的口感，製茶、沖茶的規矩也跟著增多，造成在宋朝貴族中喝茶是件非常流行的事。

## 宋代茶政

### 禁榷
古時稱專賣為「禁榷」，古代國家都會對生活重要物資例如：鹽、酒、茶實施專賣，以獲得利潤來支撐財政，宋初茶葉全面專賣，茶農（園戶）要以茶做為租稅上繳官府，剩下的也由官府以「本錢」統一收購，再由官府派人送到榷貨務或官茶場，商人如果要買的話就要繳納金、帛給官方機構獲得領茶證（交引）到六務（榷貨務）和十三場（官茶場）領取茶葉販賣，雖然這樣可以讓政府斷市場，取得全部的利益，但行政流程的普遍低落，茶葉在運送、保存之間的損害，及官府額外的本錢、運費、倉儲費等成本支出，造成官府一定的負擔。

### 入中
又稱「折中」，是從北宋雍熙年間開始施行的制度，由商人負責輸送邊區戍衛軍隊的糧草，官府在依照距離遠近給其豐厚的價錢，並給予「交引」，「交引」可至京師領取緡錢或至江、淮領取鹽和茶，而茶的獲利較豐，所以商人都運糧至西北，取茶於江淮，後來西北對西夏戰事頻繁，糧草需求變多，官府就採取「加抬」、「虛估」的手段，也就是官府所定糧草價格遠超過當地市場價格甚至實際價格，使商人在扣除成本後仍可以取得豐厚利潤，這使大量商人投入運糧草，造成官府發行過多茶引，但擁有的茶葉不夠兌換，過多茶引在市面上流通，讓茶引大幅度貶值，沒有商人願意入中，入中法就無法執行了。

### 貼射、現錢
仁宗天聖元年（西元1023年）李諮建議改用「貼射法」，官府不再給園戶本錢，而是只收取茶租再加上利息，如果園戶繳的茶租不夠則由商人貼補，開放園戶和商人自行交易，避免虛估的產生，也讓商人有更大的經營自由但商人要有官方發放的許可才能販賣，剩下的歸於官場，但這樣造成好的茶都被商人挑走，官場所有的都是壞茶，園戶也因為多貧困付不出茶租，更有商人私售的情形發生；榷貨務和入中則採用「現錢法」，也就是商人不用「交引」，直接用現錢去購買官茶來賣，而官府再把這些現錢給邊區去購買所需要的糧草，但這處理起來事務繁瑣，所費時間增多，造成茶在過程中會有耗損。

### 茶通商法
由於官府禁榷產生了不少弊端，例如：效率低下、品質不佳、損耗嚴重等，造成開始有人主張廢禁榷改行通商，景祐三年（西元1036年），葉清臣提出一套通商法，主張官府放棄經營，但還是出現茶的商稅比其他商品高及規定「以口定賦」，也就是不喝茶也要繳茶稅等不合理狀況，范仲淹也有提出過通商法，主張廢禁榷和向官員確實收取商稅，但這兩人的通商法都沒有實施，到了嘉祐年間，有何鬲、王嘉麟、沈立等人先後上書請求實施通商法，在嘉祐四年（西元1059年）二月仁宗下令行通商法，將原本官府茶稅收入均攤於園戶成為「租錢」，園戶繳了「租錢」就可自由買賣茶葉，商人則是商人可以自由販賣競爭，但要繳商稅，如此使得茶葉品質提高，價格合理，商人大量買賣，政府收的商稅多，也跟著獲得一筆收入，並去除了之前禁榷所設立的機構，節省大量開支，但通商法也帶來不少壞處，政府所收到的茶稅只比之前增加了一點，而且少了茶來應付入中，導致官府要用現錢來支付，但現錢不便運輸，這些對於統治者不變的因素就導致了之後的改革。

### 蔡京茶法改革
崇寧元年（西元1102年）茶法規定商人要到官茶場買引，如果是買一定數量就拿金、帛或糧草買短引，如果是包下整個官場的茶就買長引，方便商人們依據自己的需求來向官方購買，直接在官場買賣也可讓官府省下運輸的成本，崇寧四年（西元1105年）則是廢除了官府收購的制度，允許商人直接與園戶交易，但要向官府購買長、短引和籠篰，長引可往他路，期限一年，而短引只限本路，期限一季，籠篰則是統一由官府製造的茶葉度量衡才可與園戶交易，再給官府查驗輸息，最後才能販賣，這套制度簡化了官府的榷茶程序，只需販賣茶引和籠篰並監督商人就可，還能確保政府有一定的收入，政和二年，蔡京再次改革，此次改革因為有合同底簿來讓合同場及京師茶務來勘驗及回收茶引，所以又稱「合同場法」，仍分長短引，由太府寺印製，都茶務發賣，籠篰則由「出茶地分委通判」找工匠製造，商人首先要到都茶務買長短兩引，然後可直接與園戶交易，但官府為了避免私茶，都會將園戶設籍登記，沒有登記就不能買賣，商人買好茶後盛裝進籠篰到所在州縣的「市易稅務」秤重並填上姓名、重量等基本資料，到了販賣地，當地官員會再一次秤重，如果有多的就要在買引才能販賣，優點是比直接專賣要付出的成本還要低，壞處則是過度要求商人付錢，雖政府可獲得高利，但也產生與民爭利得質疑。

### 南宋茶法
南宋茶法大多依循政和二年的改革，但相較起來更為嚴格，增加了在入山買茶時要有分司入山公據及筒袋印紙關防，出山時要有「出山由子」，商人從園戶所在到販賣地途中，長引在經過州時要勘查，短引則是經過縣時要勘驗，而且茶和引要相隨，商人也要在引上記錄所賣茶數直到茶賣完，賣完之後要將茶引及籠篰限時繳回，地方官員還要監督銷毀，避免用舊的茶引及籠篰再行販賣，但這增加了商人販茶的成本，宋朝廷還把賣茶所得到的茶引數量當作評考官員的標準，造成有官商勾結逼百姓買茶或直接把茶引賣給百姓等不法行為發生。

## 茶馬互市
宋代是處於一個周遭有許多不同種族所建立的國家的時期，所以為了維持統治者的地位及與周遭的良好關係，所以就開始與周遭國家實行朝貢貿易，雖說是貿易，但其實比較是一種政治、外交活動，其中又以貢馬貿易最為興盛，因為馬在軍事、交通上都有一定功用，但這樣以比朝貢物更高價的物品作為回禮，其實造成宋朝財政不小負擔，所以宋朝就開始實施茶馬互市，因為茶在宋代的年產量為5300萬斤以上，遠遠超過了國內對茶的需求量，是個很是合作貿易的物品，再加上西北的游牧民族也十分喜歡喝茶，正好符合茶馬互市的良好條件，所以宋朝就在以前實施馬市的原州、渭州、秦州等地進行茶馬互市，熙寧年間，宋朝收復了熙州、河州、洮州、岷州等州，設立熙和路管理，為了獲取戰馬及安撫境內藏族，所以把茶馬互市擴大舉辦至該地，為了應付逐漸壯大的茶馬貿易，熙寧7年（西元1074年）在成都設立榷茶司，秦州設立買馬司，但之後有人認為應該要合為一體才比較方便，就把兩司合併為都大提舉茶馬司，而經營茶馬互市的方式有針對茶主要產地四川以官價收購茶葉，把茶葉運到熙秦地區出售來換馬，或是利用四川到熙和路之間的水路，招募沿途居民及廂兵來運送茶葉，還有一個方法是商人在產茶地向官府繳納茶價和稅之後獲得茶引，再依據茶引把茶運到西北地區賣給官府，另外為了嚴禁運私茶出境或私下買賣，規定西北游牧民族只能在官場買茶，違者沒收貨物並依法處置，監督不周的官員也會受到一定的處罰。到了南宋，西北多處茶馬互市據點被游牧民族佔據，只剩下西和州宕昌寨買馬場及峰貼峽買馬場，茶馬互市的重點因此開始轉向西南地區。

## 對日本的影響
唐代徑山在興建了徑山寺，以產品質良好的茶著名，並會以茶來招待前來參拜的賓客，久而久之形成了一套待客的禮儀，稱之為「茶宴」，宋代有日本的榮西禪師到中國學習禪學，並把宋代的「茶宴」、「鬥茶」、「點茶法」等文化帶回日本，還寫了《吃茶養生記》上下兩本，是日本最早的茶學著作，對日本飲茶的發展有深遠影響，榮西因此被日本人稱為「茶祖」，而榮西又把從中國帶回的茶樹種子送給明惠上人，明惠上人把它種出的茶稱為「本茶」，並移植到日本各地，其中栽種在京都宇治的茶樹就成為日後名氣響亮的宇治茶，1241年日本仁治二年），僧人員爾把徑山茶的種子種在靜岡，並採取徑山茶的作法，稱為「本山茶」，也奠定靜岡茶產業的基礎，1259年（南宋開慶元年、日本正嘉三年）南浦紹明到徑山寺等地學習佛經，並將「茶道具」、「茶台子」等傳入日本，宋代的製茶方式及飲茶方法都先後傳入日本，到了今天還深深影響著日本的茶道，像是高級抹茶的製作方式還大致依循宋代的加工方式，而且日本對茶的要求也是相同於宋代的忠於原味、原色，日本抹茶的點茶法也是承襲宋代將散茶直接研磨成粉的方式，抹茶的「抹」通「末」是上等茶粉的意思，宋代並沒有規定點茶時的姿勢，但傳入日本後受到禪堂禮法和武士禮法的影響才轉變成有固定的規矩，日本的茶具也受宋代影響，例如日本現在使用的茶筅在宋代也有使用，國寶級的天目茶碗，則是宋代時僧人到浙江的天目寺修行，而將那裡日常使用的茶碗帶回日本，所以日本的茶葉品種、製茶、喝茶及茶具的使用都受到宋代的影響。
虽然如此，观察日本抹茶茶道时，要避免陷入中华文明本位主义，认为日本的抹茶茶道就是宋代的原样，而忽视了数百年间日本的独创和改良加工。